# Allie Morrison
Pour les articles homonymes, voir Morrison.
Alvin Roy Morrison dit Allie Morrison, né le 29 juin 1904 à Marshalltown (Iowa) et mort le 18 avril 1966 à Omaha (Nebraska), est un lutteur libre américain.
Il obtient la médaille d'or olympique en 1928 à Amsterdam en catégorie poids plumes, devenant ainsi le premier champion olympique de l'Iowa.